# Klein Upahl
Klein Upahl é um município da Alemanha, situado no distrito de Rostock, no estado de Mecklemburgo-Pomerânia Ocidental. Tem 7,91 km² de área, e sua população em 2019 foi estimada em 220 habitantes.